# 弗雷赫纳尔-德拉谢拉
弗雷赫纳尔-德拉谢拉（西班牙語：Fregenal de la Sierra）是西班牙埃斯特雷马杜拉巴达霍斯省的一个市镇。总面积237平方公里，总人口5308人（2001年），人口密度22人/平方公里。